# 김창호 (1962년)
김창호(金昌浩, 1962년 07월 23일 ~ )은 대한민국의 정치인이다.

## 학력
- 1969 ~ 1975 사평국민학교 졸업
- 1975 ~ 1978 화순사평중학교 졸업
- 1978 ~ 1981 광주서석고등학교 졸업
- 1986 ~ 1990 조선대학교 학사 졸업
- 2008 ~ 2013 연세대학교 행정대학원 석사 졸업

## 경력
- 2002 광주무등청년회의소 회장
- 2006 한나라당 전남도당 부위원장
- 2006.01 광주시민사회단체총연합 공동대표
- 2006.03 ~ 2008.08 한나라당 부대변인
- 2006.05 세계한민족공동체재단 상임이사
- 2007 제17대 대통령선거 한나라당 선거대책위원회 부대변인
- 2007 제17대 대통령선거 한나라당 선거대책위원회 청년본부 대외조직총괄단장
- 제17대 대통령 취임준비위원회 자문위원
- 2009.02 ~ 2011.03 한국광해관리공단 상임이사
- 2011.03 화순폐광대체산업법인설립준비위원회 위원장
- 2013.02 ~ 2014.12 바리오화순 대표이사 (한국광해관리공단,강원랜드,화순군 공동출자)
- 2020.08 제20대 대통령직 인수위원회 기획위원
- 2022.09 국토부장관 정책자문위원
- 2023~ 대한주택건설협회 자문위원
- 2023.10~주택도시보증공사 감사위원회 자문위원장
- 2024.1~ 한국건설경영협회 상근부회장

## 역대 선거 결과
|  | 0% |

|  | 0% |

## 참고 자료
- 공식 블로그